# Демократическая коалиция — Родина
Демократическая коалиция — Родина (Ekh Oron-Ardchilal) — объединённое движение малых партий Монголии, созданное в 2003 году в преддверии парламентских выборов 2004 года.

## Члены коалиции
Партии, вступившие в коалицию:
2003:
- Демократическая партия Монголии
- Монгольская демократическая новая социалистическая партия

2004:
- Гражданская воля - Республиканская партия[4].

## Результаты
Коалиция не смогла победить на выборах, получив 474 977 голосов (44,27 %; 34 места из 76), однако им удалось ослабить позиции правящей на тот момент Монгольской народно-революционной партии.